# Fecenia cylindrata
Fecenia cylindrata is een spinnensoort in de taxonomische indeling van de Psechridae.
Het dier behoort tot het geslacht Fecenia. De wetenschappelijke naam van de soort werd voor het eerst geldig gepubliceerd in 1895 door Tord Tamerlan Teodor Thorell.